# Grant County (Kentucky)
Grant County is een county in de Amerikaanse staat Kentucky.
De county heeft een landoppervlakte van 673 km² en telt 22.384 inwoners (volkstelling 2000). De hoofdplaats is Williamstown.

## Bevolkingsontwikkeling

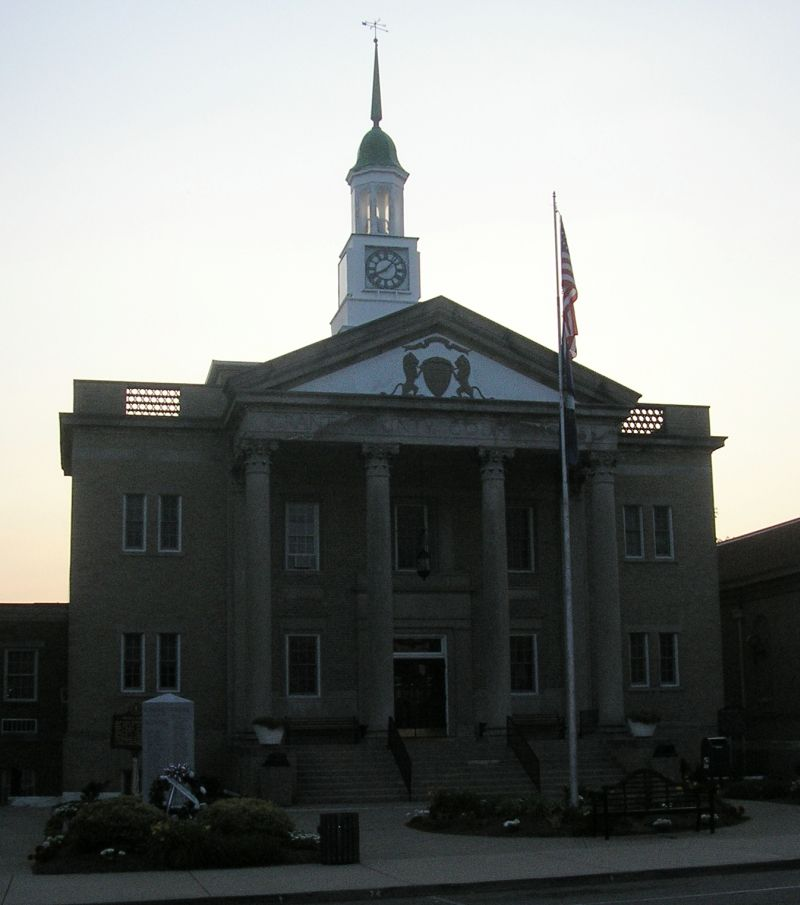
Grant County Courthouse